# Gappa - Il mostro che minaccia il mondo
Gappa - Il mostro che minaccia il mondo (大巨獣ガッパ?, Daikyojū Gappa, lett. "Gappa la bestia colossale") è un film del 1967, diretto da Haruyasu Noguchi.

## Trama
Esplorano un'isola dei mari del Sud, in ricerca di animali per un'isola resort.
Sull'isola ci sono una statua, un vulcano, un villaggio.